# 畓村站
畓村站（韓語：답촌역）是朝鲜民主主义人民共和国江原道文川市的一个铁路车站，属于文川港线。

## 邻近车站
文川港线
库岩站 - 畓村站